# Грабовский, Анджей
А́нджей Грабо́вский (пол. Andrzej Grabowski; 19 ноября 1833, Звежинец — 2 сентября 1886, Львов) — польский художник.
А. Грабовский изучал живопись в 1845—1846 годах в венской Академии художеств у Фердинанда Георга Вальдмюллера, затем учился в Париже и в мюнхенской Академии изящных искусств. В 1866 году становится членом венской Академии. В 1877 году, при помощи Яна Матейко, становится профессором краковской Школы изящных искусств.
Много путешествовал по Европе. В 1864—1866 жил в Кракове и рисовал портреты дворян и простых горожан. В 1866 поселился во Львове, где рисовал главным образом тоже портреты.
Художник писал жанровую живопись и исторические полотна, а также портреты представителей польской аристократии и интеллигенции. Портреты А.Грабовского были широко известны и высоко ценились за свою выразительность и тонкое качество письма. Лучшие работы мастера хранятся в художественных галереях Кракова и Львова.
Младший брат Анджея, Войцех Грабовский, также был художником.